# サデグ・モハラミ
サデグ・モハラミ（英語: Sadegh Moharrami, 1996年3月1日-）は、イラン・ギーラーン州出身のサッカー選手。NKディナモ・ザグレブ所属。ポジションはDF。イラン代表。

## 来歴

### クラブ
2012年、イランのマラヴァーンFCでプロデビュー。4年後の2016年6月27日、ペルセポリスFCに2年契約で移籍すると、2シーズンでリーグ戦43試合に出場してクラブのペルシアン・ガルフ・プロリーグ2連覇に貢献した。
2018年6月27日、プルヴァHNLのNKディナモ・ザグレブに移籍し、5年の長期契約を交わした。

### 代表
2018年9月11日、ウズベキスタン代表との親善試合にてイラン代表初キャップを刻んだ。

## 代表歴

### 出場大会
- イラン代表
  - 2022 FIFAワールドカップ

### 試合数
- 国際Aマッチ 27試合 1得点（2018年-）[4]

| イラン代表 | 国際Aマッチ | 国際Aマッチ |
| 年         | 出場        | 得点        |
| ---------- | ----------- | ----------- |
| 2018       | 4           | 0           |
| 2019       | 0           | 0           |
| 2020       | 2           | 0           |
| 2021       | 9           | 0           |
| 2022       | 8           | 0           |
| 2023       | 4           | 1           |
| 2024       |             |             |
| 通算       | 27          | 1           |

## タイトル

### クラブ

#### ペルセポリス
- イラン・プロリーグ

 優勝 (2) : 2016-17, 2017-18
- イラン・スーパーカップ

 優勝 (1) : 2017

#### ディナモ・ザグレブ
- プルヴァHNL

 優勝 (5) : 2018-19, 2019-20, 2020-21, 2021-22, 2022-23
- フルヴァツキ・ノゴメトニ・クプ

 優勝 (1) : 2020-21
- フルヴァツキ・ノゴメトニ・スーペルクプ

 優勝 (2) : 2019, 2022

### 個人
- アジアサッカー連盟年間ベストイレブン (1) : 2017-18